# Let Me Fly 〜その未来へ〜
「Let Me Fly 〜その未来へ〜」は、PRODUCE 101 JAPAN SEASON2の楽曲である。2021年3月30日に配信。

## 解説
LAPONEエンタテインメント、CJ ENM企画、2021年4月から6月に日本で放送された公開オーディション番組『PRODUCE 101 JAPAN SEASON2』のテーマ曲である。
同曲の振付には、PRODUCE 101 JAPANを象徴する「ピラミッド」と、SEASON2のコンセプトである「ツバサ」が盛り込むとともに、「練習生たちをもっと大きな世界へ連れていく」という意味が込められている。
配信当日にあたる2021年3月30日にオンタクト能力評価で選抜された60名の練習生によるパフォーマンス動画が公式YouTubeチャンネルにて公開された。
60名の練習生を率いるセンターは木村柾哉が務めた。
2021年4月23日には同曲のピアノバージョン音源が配信された。
INIの1stアルバム『Awakening 』には、メンバー11人で再収録したINIバージョンが収録された。

## 収録曲
| #  | タイトル                      | 作詞     | 作曲                                                                       | 時間 |
| -- | ----------------------------- | -------- | -------------------------------------------------------------------------- | ---- |
| 1. | 「Let Me Fly 〜その未来へ〜」 | 中村彼方 | Glory Face (Full8loon), Jinli (Full8loon), キム・ガヨン, HARRY (Full8loon) | 4:14 |

前作のテーマ曲「ツカメ ～It's Coming～」に続いて中村彼方が作詞を担当した。
作曲家グループ・Full8loonからGlory Face、Jinli、HARRYの3名とキム・ガヨンが作曲および編曲を担当した。
Jinliは作詞・作曲、Glory Faceは作曲・編曲で、PRODUCE 48のコンセプト課題曲「I AM」やTWICEの「The Best Thing I Ever Did」、IZ*ONEの「D-D-DANCE」を手掛けている。
DRIPPINの「Nostalgia」では、Jinliが作詞を担当し、Glory FaceとHARRYが作曲・編曲を手掛けている。
キム・ガヨンはチョンハの「Masquerade」でGlory Face、Jinliと共に作曲・編曲を手掛けている。